# Pudaspis newsteadi
Pudaspis newsteadi är en insektsart som först beskrevs av Leonardi 1914.  Pudaspis newsteadi ingår i släktet Pudaspis och familjen pansarsköldlöss. Inga underarter finns listade i Catalogue of Life.